# 道德责任
在哲学领域，道德责任是指根据道德义务对一个行为（作为或不作为）是否应当获得道德上的赞扬、责备、奖励或惩罚的状态。对“道德义务”（如果有）的定义是伦理学的首要关注。
哲学家将负有道德责任的个体称为道德主体。道德主体有能力根据自身境况作出反应，形成意愿，并付诸行动。在关于道德责任的辩论中，自由意志是一个关键的因素。不相容论认为决定论的与自由意志相违背，而相容论则认为两者可以共存。
道德责任并不一定等于法律责任，尽管在很多时候，一个违反法律责任的人也同时违背了道德责任，这两种状态并不一定重合。

## 哲学观点
根据对自由意志的态度差异，哲学家可能会对道德责任持有不同的看法。

关于自由意志与决定论的不同哲学观点

### 形而上学的自由主义
形而上学的自由主义者认为行动并不总是由因果关系所决定，于是这也为人类允诺了自由意志，以及随之而来的道德责任。形而上学的自由主义者同时也是不相容论的支持者，他们推崇一种被称为替代可能性的理论，该理论认为道德责任能够赋予人们作出不同行动的可能。
不相容论者有时会援引现象学因素来支持自己的自由主义立场。在日常生活中，人们经常能够感受到一种决定自身行为的能力，尽管这种感受并未给自由意志确立坚实基础，但有些不相容论者表示，这种对于不同可能性的现象学感受是自由意志的前提。
让·保罗·萨特认为，人们有时会借决定论来逃避自己的罪行与责任，他说，“当我们感到自由的重担，或者急需要一个借口，我们总是会去寻求决定论的庇护。”
另有一个相似的观点认为，个人的道德罪行潜藏在他的性格背后。也就是说，一个带有谋杀性格的人，他必然会犯下谋杀的罪行，他别无选择，但他仍将受到惩罚，因为惩罚这类恶的性格是正确的事。这个观点不讨论性格的形成问题。罗伯特·卡明斯认为，对于一个人的评判标准不该是他的个体行为，而应当是这些行为“所折射出的性格”。如果是性格塑造了个人的抉择，而这个抉择是错误的，那么人就应当为这些抉择背负责任，这与基因或其它与之类似的因素无关。
在法律上，关于个人责任的追究有一个例外情况，也即精神障碍辩护，它否认了行为的性格或自由意志来源。精神障碍辩护及其所推论的限定刑事责任可以作为论据，用于论证“罪行并不一定来源于犯罪意愿”。在这类辩护中，大多数西方的法律体系会假定被告人某种程度上没有过错，因为他的行为源于大脑功能的错乱（而这也隐含了大脑是思想与动机的因果主体的论断）。

#### 来自随机的论证
来自随机的论证是对自由主义道德责任概念的批评，它认为个人的任何行为或是性格，其成因都来自不计其数的、超出个人控制的外界环境影响。那么，让个人承担他所有的道德责任就是不合理的。托马斯·内格尔列举了四类不同的随机因素：结果随机性、环境随机性、构成随机性和因果随机性，这四种随机性或多或少会对人的道德评价造成影响。例如，一个醉酒的人可能安然无恙的开车回家，但假如他在路上撞到了一个恰巧经过的行人，那么他的酒驾行为就会在道德上受到谴责。
这种论证可追溯到大卫·休谟。假如物理学上的非决定论是正确的，那么这些事件就可在科学层面被描述为概率或随机事件。于是，人们就能合理的为道德行为的奖惩提出质疑：为什么单单只有人需要为其神经系统的随机性负责，为什么不是由某些身体之外的事物承担这些责任。

### 强决定论
强决定论者（不要与宿命论者混淆）通常会使用自由而不是自由意志的概念来思考道德实践的问题。在面对行动的可能性时，决定论使用了一套独特的道德体系，它的拥护者认为“没有什么比自由意志更糟糕的了！”。著名的律师克拉伦斯·丹诺在为他的代理人李奥波德与勒伯辩护时使用了类似强决定论的观点，他在总结时说：
这个孩子能做什么呢？他决定不了自己的父亲，自己的母亲，自己的外祖父母。所有这些都是交到他手里的。他没有用家庭教师和财富包围自己。他决定不了自己的命运，却被迫支付一切。
圣保罗在《罗马书》中以一个问句表达了他对道德责任的观点“难道陶匠不是拥有塑造自己作品的权力吗？他们不是可以将一个器皿做的尊贵，把另一个做的卑贱吗？”于是，根据圣保罗的观点，即使世界是决定论的，即使个人的行为最终都取决于上帝，但他们仍可因自己的行为而受到不同的道德评价。
神经伦理学家（一个跨越了两个不同学科的新领域）约书亚·格林（Joshua Greene）和乔纳森·科恩（Jonathan Cohen）认为，当前人们对于道德责任的认知是建立在自由主义（以及二元论）的直觉上的。他们声称，最新的认知神经科学研究（例如神经科学中的自由意志）正在颠覆这些直觉式的认知。这些研究显示出大脑对人类行为的强大操控力，这种操控不仅仅体现于某些个别的精神疾病，它还发生在许多难以引起注意的方面，例如，脑额叶的损伤会降低对风险的判断力，从而增加暴力犯罪的可能性。这种情况不仅会发生在因意外事故导致额叶损伤的病人身上，它同时也适用于相比成年人额叶活动更少的青少年，甚至还有那些长期被忽视或虐待的儿童。 格林和科恩认为，在这些案例中，犯罪者的确可以争辩说他们不应对自己的行为负有全部责任。 他们预测，随着这类科学研究结果在公众领域的普及，裁判者对自由意志的阐释将不再局限于当前直觉式的自由主义理解。
此外，格林和科恩还认为，这类自由主义阐释并不是法律体系的必须，相反，它是人类传统应报理论的延伸，只有认为法律制度的目标是惩罚人们的不当行为，才会需要这种自由主义的立场。许多其它的理论，例如道德现实主义和结果主义认为，法律的目标不是惩罚而是为了促进未来的福祉，从而它们也能与强决定论阐释下的自由意志以及许多新的神经科学研究结果共存。
神经科学家大卫·伊格曼也持有类似的观点，他认为司法体系是时候向前看了。伊格曼说，我们的眼界不应局限于犯罪事实，而更应该关注那引发犯罪的行为与大脑，去寻找改变它们的方法。伊格曼并不是否认犯罪应付的责任，而是认为对犯罪的量刑应当考虑神经科学的证据。对伊格曼而言，考虑人类的行为却忽视他的过去经历和生理状态，这是不合理的。他描述了科学家从脑损伤患者那里得到的认知，并例举了一个两次犯下恋童罪行的教师的案例，两次犯罪时间都是在他的脑肿瘤生长时。 同时，针对社会中的少数群体更容易受到长期量刑的倾向，伊格曼也认为这是当前法律体系需要更多科学介入的征兆。

### 强不相容论
德克·佩雷布姆对自由意志持有怀疑态度，他将其称为强不相容论。佩雷布姆认为，如果人的行为是由他所无法操控的外界因素决定的，而这些外界因素是不确定的，那么我们就不能说人类有自由意志。他将自由意识视为道德行为的控制者，而道德责任则为自由意志引导下的行为设立了不同后果，例如赞扬或责备、奖励或惩罚。他承认自由主义观点下的因果关系，即行动的主体有不被外力影响，作出自主选择的能力，但他也认为，这在目前的科学认知中是非常难以实现的。不过，佩雷布姆还指出，相比对过去行为的因果争论，对未来行为的选择是可以与决定论相容的。例如，即使某个人因为过去的种种因果关系而犯下恶行，但他仍可以经由道德审判来祛除性格缺陷，修复关系，并借此保护他人免受伤害。

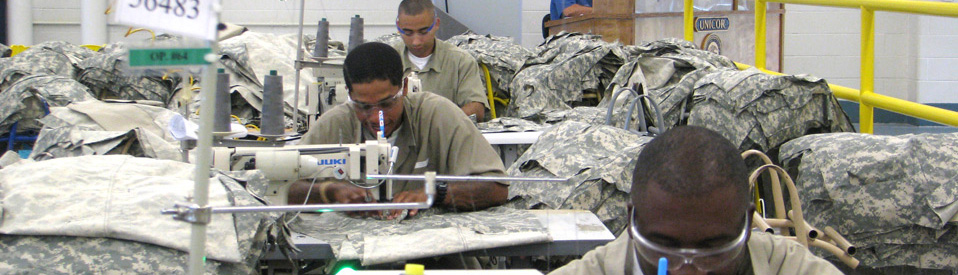
与对病毒携带者的治疗一样，人们也应当对这些罪行携带者加以改造，以促使他们重新融入社会。

佩雷布姆提出，理想的刑事法理与否认惩罚的应得性并不矛盾。他否定了法律的应报理论，但他认同对罪犯施行隔离，他认为对罪犯的隔离与对病毒携带者的隔离类似。例如，公众可以依据抵御健康威胁的理由而隔离埃博拉患者，这种理由并不涉及任何的“应得”理念。佩雷布姆认为，这种理由同时也适用于危险罪犯或是无法控制自己行为的人。他还认为，人们可以按照威胁程度的高低来给予危险携带者不同的控制措施，例如对于某些罪行，可能只需要用到监控，而不必施行监禁。此外，与对病毒携带者的治疗一样，人们也应当对这些罪行携带者加以改造，以促使他们重新融入社会。佩雷布姆还指出，鉴于强不相容论的理由，如果对罪行的惩罚并不会威胁到个体自由生活与发展的权利，那么它作为一种广泛的威慑就是合法的，因为这证明了温和惩罚的合理性，它不必援引惩罚的应得性。

### 相容论
相容论认为，即便世界是决定论的，但自由意志仍有其存在空间。印度教经典《薄伽梵歌》为这个观点提供了一个早期的叙述。书中，阿周那在参战之前感到迷惘，因为他看到许多曾经的亲戚和朋友在战争的另一方，黑天试图缓解阿周那的焦虑，他告诉阿周那说，自然的力量汇聚在一起，从而导致人的行动，我们不是自己行动的主人，促使我们这么以为的只是我们的虚荣心。不过，黑天又补充道，“谁在活动中看到非行动，便是人类中的智者，而他虽然从事于各种类的活动，实际上他是处于超然的位置中。”如果人们没有认识到自然所施加的影响，那么他就只能是外部环境作用下的摆线木偶。黑天想让阿周那完成他的使命，也即参加战斗，但他同时也承认，理想的道德主体需要在一个包含自身的更广泛环境中保持敏锐。帕拉宏撒·尤迦南达也说，“自由便是追寻灵魂的指引，而摆脱欲望与习惯迫力。服从自我导致束缚，服从灵魂可以通往自由。”
在西方哲学传统中，巴鲁赫·斯宾诺莎就主体与外界力量的关系表达了与《薄伽梵歌》类似的看法，他写道，“人们因为认识到自己的意志和欲望而感到自由，但他们却不思考这些欲望的原因，哪怕是在梦中，因为他们对此一无所知。”黑天憎恶人类理性之中参杂的激情，认为它促使人们背离内心本性，他说“即使智者也会遵循他内心的冲动，克制有什么用？” 同样，斯宾诺莎也把对激情的驯服认为是从永恒力量操纵下的解脱，并由此通向人的自然本性。
P.F.斯特劳森是当代思想界主要的相容论者，他在论文“自由与怨恨”中为不相容论下的自由意志作出了反驳。其他从斯特劳森的论文中受到启发的相容论者还包括：加里·沃森、苏珊·沃尔夫、R·杰·华莱士、保罗·拉塞尔和大卫·舒梅克。

### 其它观点
丹尼尔·丹尼特提出，我们对某人是否负有责任的追问是无意义的，他认为人们关于道德责任的看法更像是一种“纯粹的形而上学式的渴求”。
布鲁斯·沃勒在《反对道德责任》中指出，道德责任“属于神与幽灵的世界，它无法在这个不含奇迹的自然世界中持存。” 我们没有理由因为恶行而惩戒他人，因为说到底，这些行为的来源都是随机之物，也即那些人所无法掌控的事物。他还认为，人们也不应责怪他人的性格，因为性格的成因也受随机因素，例如演化、环境或基因的影响。 尽管沃勒和丹内特在对待道德责任的态度上不谋而合，但沃勒在另一个重要的方面有着自己的看法：他试图从道德责任的束缚中“拯救”自由意志（第三章）。这种拯救的基础是抛弃人们普遍持有的一个假设，即人们对自由意志的感知也为其设立了道德责任。

### 对道德责任的认知
在有关道德责任的哲学讨论中，有两个要素是讨论者必须要考虑到的：控制条件和认知条件。控制条件也就是上面部分所讨论的，个体在行动时是否具备自由意志的问题；认知条件则关注个体在行动时对其结果的认知，例如，某人在犯下错误时，他是否意识到这个行为在道德上的后果。不是所有哲学家都认同控制条件与认知条件的区分，例如阿尔弗雷德·米尔认为，认知条件从属于控制条件的一部分。尽管如此，哲学界还是普遍认同这种区分是明显且合理的。认知条件的一个关键词是“认识”，根据认知条件支持者所说，一个人首先需要“认识到”四类事物才能具备道德责任，这四类事物分别是：行为本身（他正在做的事），这个行为的道德意义，行为的结果，行为的其它可能性。

## 实验研究
弗雷德里克·毛罗认为，个人责任并不是人类演化的普遍特征，他指出，易洛魁联盟的后继文明就缺乏这一特征。
最近几年，实验哲学研究了未受教育人群对决定论和道德责任是否相容的认知，有些实验包含了跨文化的研究。结果显示，人们并没有明显的倾向于相容或不相容的观点。例如，当人们面对一个抽象的问题，被问到某人在别无选择的情况下作出非道德行为是否违背道德责任时，他们倾向于作出否定回答，也就是不相容的观点。而当研究者描述一个具体的非道德案例，即使这些行为确实是别无选择的，人们也更倾向于认为行动者违背了道德责任，也即给出了相容性的观点。
此外，神经科学在自由意志方面的实验研究或许能够为自由意志带来新的活力。

## 集体道德责任
当人们谈论道德责任，他们讨论的一般是针对个人的道德责任。但是，乔尔·范伯格等人认为，企业集团或是其它一些团体也应负有一种被称为“集体道德责任”的东西。 例如在南非种族隔离时期，人们可以认为当时的南非政府对侵犯非欧洲裔居民人权负有集体道德责任。

## 人工系统的道德责任
如今随着自动化、机器人以及相关技术的发展，一个全新的问题迫在眉睫：人工系统是否负有道德责任？ 这个问题的另一个相关变体是，“从什么时候（如果可能的话）开始，道德责任能从其人类创造者转移到这个系统本身？”
这个问题与机器伦理相关，机器伦理关注人工系统的道德行为规范，而人工系统的行为是否负有道德责任一直是其争论的焦点。